# Барбера
 Тази статия е за сорта грозде.  За американския аниматор вижте Джоузеф Барбера.  
Барбера е винен сорт грозде, произхождащ от Италия, където е най-много разпространен. Смята се, че произхожда от района Монферато Хилс в централен Пиемонт, Италия. Насаждения има и в други райони на Италия – Ломбардия, Емилия-Романя и други.
Барбера е разпространена и в други страни, където има италиански емигранти. Страните от Новия свят, отглеждащи този сорт, са САЩ (Калифорния), Аржентина, а и Австралия. В Европа извън Италия сортът се отглежда в Словения, Гърция и Румъния, като известно количество лозови насаждения има и в Израел.
За него са подходящи песъчливо-глинестите почви – по южните склонове на хълмовете. Дава добри добиви при дълга резитба. Среднозреещ сорт, от който се получава силно обагрен сок. Гроздето е устойчиво на гниене.
Вината са с високо съдържание на алкохол, киселини и екстракт. Пет подрайона на Пиемонт със статус DOC правят вина от барбера. Barbera D’Alba прави вина от 100% барбера, докато при останалите – Barbera D’Asti, Barbera del Monferrato, Colli Toronesi и Rubino di Cantavenna сортът обикновено е в купаж.